# Lyrocteis flavopallidus
Lyrocteis flavopallidus är en kammanetart som beskrevs av Gordon A. Robilliard och Dayton 1972. Lyrocteis flavopallidus ingår i släktet Lyrocteis och familjen Lyroctenidae.
Artens utbredningsområde är Södra Ishavet. Inga underarter finns listade i Catalogue of Life.